# 塞克·潘
塞克·潘（英語：Zak Penn，1968年3月23日—），美國男編劇、導演和製片人。知名於超級英雄電影《X戰警：最後戰役》（2006年）、《無敵浩克》（2008年）的劇本以及《復仇者聯盟》（2012年）的故事作家。他也自編自導了仿纪录片《荷索的尼斯湖水怪之謎》（2004年）與即興喜劇片《大賭局》（2007年）。在電視圈，潘與麥可·卡諾夫（Michael Karnow）擔任Syfy電視劇《阿爾法戰士》（2011年至2012年）的聯合主創。

## 早期生活
塞克·潘出生於紐約。1990年畢業於衛斯理大學。他編寫的《政治正確的你》（1994年）劇本取自在折衷社會之家的經歷。父親是紐約商人兼律師亞瑟·潘（Arthur Penn），主導了從花旗集團手中收購資本市場保險公司（Capital Markets Assurance Corporation）一案。

## 作品列表

### 電影
| 年份 | 標題                        | 職位 | 職位   | 附註                                                                 |
| 年份 | 標題                        | 導演 | 編劇   | 附註                                                                 |
| ---- | --------------------------- | ---- | ------ | -------------------------------------------------------------------- |
| 1993 | 《最後魔鬼英雄》            | 否   | 故事   | 與亞當·勒夫（Adam Leff）合任故事作家                                          |
| 1994 | 《政治正確的你》            | 否   | 是     | 與亞當·勒夫合任編劇                                                  |
| 1997 | 《黑超特警組》              | 否   | 未掛名 |                                                                      |
| 1998 | 《蚁哥正传》                | 否   | 是     | 故事顧問                                                             |
| 1999 | 《G型神探》                 | 否   | 是     | 與凱莉·艾琳合任編劇                                                  |
| 2000 | 《霹靂嬌娃》                | 否   | 未掛名 | 劇本修訂                                                             |
| 2000 | 《隨身變2：我們才是一家人》 | 否   | 是     | 與貝瑞·W·布勞斯坦、大衛·謝菲爾德、保罗·韦兹及克里斯·韦兹合任故事作家 |
| 2001 | 《衝出封鎖線》              | 否   | 是     | 與大衛·維洛斯（David Veloz）合任編劇                                            |
| 2003 | 《X戰警2》                  | 否   | 故事   | 與大衛·海特及布莱恩·辛格合任故事作家                                 |
| 2004 | 《荷索的尼斯湖水怪之謎》    | 是   | 是     | 與韋納·荷索合任編劇                                                  |
| 2004 | 《罪魁禍首》                | 否   | 是     | 與比利·雷合任編劇                                                    |
| 2005 | 《黑天使 ELEKTRA》          | 否   | 是     | 與史都華·齊徹曼（Stu Zicherman）及M·瑞文·梅茲納合任編劇                           |
| 2006 | 《X戰警：最後戰役》         | 否   | 是     | 與賽門·金柏格合任編劇                                                |
| 2007 | 《大賭局》                  | 是   | 是     | 與麥特·比爾曼（Matt Bierman）合任編劇                                            |
| 2008 | 《無敵浩克》                | 否   | 是     | 劇本由艾德華·諾頓未掛名重寫                                          |
| 2012 | 《復仇者聯盟》              | 否   | 故事   | 與喬斯·溫登合任故事作家                                              |
| 2014 | 《雅达利：游戏结束》        | 是   | 否     | 紀錄片                                                               |
| 2018 | 《一級玩家》                | 否   | 是     | 與恩斯特·克萊恩合作編劇                                              |
| 2021 | 《脫稿玩家》                | 否   | 是     | 與麥特·李伯曼合任編劇                                                |

### 電視
| 年份      | 標題           | 職位 | 職位   | 職位 | 職位   | 附註                      |
| 年份      | 標題           | 編劇 | 製片人 | 統籌 | 創作者 | 附註                      |
| --------- | -------------- | ---- | ------ | ---- | ------ | ------------------------- |
| 2011–2012 | 《阿爾法戰士》 | 是   | 執行   | 否   | 是     | 與麥可·卡諾夫（Michael Karnow）合任主創 |
| 2023–2024 | 《23號燈塔》   | 是   | 執行   | 是   | 是     |                           |

### 電子遊戲
| 年份 | 標題                 | 職位     | 職位 | 職位     | 附註       |
| 年份 | 標題                 | 創意總監 | 編劇 | 技術總監 | 附註       |
| ---- | -------------------- | -------- | ---- | -------- | ---------- |
| 2005 | 《驚奇4超人》        | 否       | 是   | 否       | 故事和對白 |
| 2006 | 《X戰警3：官方遊戲》 | 否       | 是   | 否       | 劇本       |

## 外部連結
- 塞克·潘在互联网电影资料库（IMDb）上的資料（英文）
- Interview with Zak Penn at IFC.com （页面存档备份，存于）